# Johann Evangelist Holzer

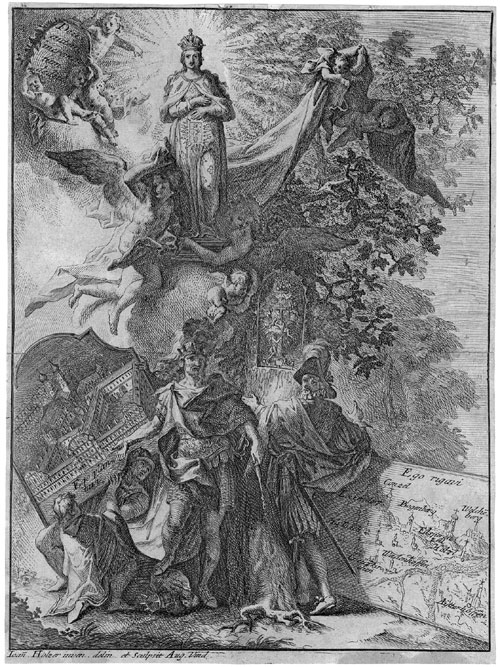
Esbozo de un fresco de Holzer, Die Gründung von Kloster Oberalteich (Establecimiento de la abadía de Oberalteich)

Johann Evangelist Holzer (24 de diciembre de 1709-21 de julio de 1740) fue un pintor austro-alemán.
Holzer nació en Burgeis en Val Venosta de Tirol, como hijo de un molinero. Fue enviado a emprender un curso clásico de estudio en la abadía de Marienberg, pero deseaba estudiar arte; un retrato que pintó de Johann Baptist Murr, entonces el abad de la abadía, convencieron a su padre de rendirse a sus deseos. Estudió con Nikolaus Auer e hizo un rápido progreso. A los dieciocho años de edad pintó el retablo de la abadía de Marienberg, representando a san José como patrono de los afligidos, enfermos y moribundos. Entonces se fue a Straubing, donde aprendió a pintar frescos con Joseph Anton Merz, que se convertiría en la fuente principal de su fama posterior. Ayudó a Merz a pintar los frescos de la abadía de Oberalteich, y mientras en Straubing también pintó San Antonio de Padua para la iglesia franciscana allí.
Después de este período, fue a Augsburgo, donde permaneció con Johann Georg Bergmüller durante seis años, y ganó considerable fama. Sus servicios estuvieron particularmente en demanda en Augsburgo por pintar frescos para edificios públicos y en los exteriores de las casas, aunque pocos quedan de estos. Entre sus obras en otros lugares se encuentran un fresco en la sala del jardín del obispo de Eichstädt, un retablo para la iglesia de los jesuitas en Eichstädt, un retablo representando a San Miguel en la iglesia abacial de Diessen, y un fresco en la Iglesia de San Antonio en Garmisch-Partenkirchen. Sus últimas y más grandes obras son frescos para la abadía de Münsterschwarzach. Al tiempo de su muerte, Clemente Augusto de Baviera le había encargado pintar frescos en la Hofkirche de Clemenswerth, pero falleció en 1740 antes de llegar allí.

## Nota
- Este artículo, o una versión precedente, fue traducida de un artículo en la Allgemeine Deutsche Biographie, una obra hoy en el dominio público.